# Eleutheria claparedii
Eleutheria claparedii is een hydroïdpoliep uit de familie Cladonematidae. De poliep komt uit het geslacht Eleutheria. Eleutheria claparedii werd in 1889 voor het eerst wetenschappelijk beschreven door Hartlaub. 